# Trenta
Trenta är en ort och kommun i provinsen Cosenza i regionen Kalabrien i Italien. Kommunen hade 2 614 invånare (2017). Trenta bildade 2017 tillsammans med de tidigare kommunerna Casole Bruzio, Pedace, Serra Pedace och Spezzano Piccolo den nya kommunen Casali del Manco.